# مالایا آلماتینکا (رود)
مالایا آلماتینکا (به قزاقی: Malaya Almatinka) یک رود در قزاقستان است که در آلماتی واقع شده‌است.